# الصوت (فلم)
الصوت (بالتركية: Ses) هو فيلم رعب تركي من إخراج أوميت أونال سنة 2010، وبطولة كل من سلمى ارجيك ومحمد جونسور.
تم تصوير الفيلم بإسطنبول.

## القصة
تعمل Derya (سلمى ارجيك) في مراكز الاتصال التابعة للبنك لدعم أمها المسنة. ذات يوم انقلبت حياتها فجأة رأساً على عقب عندما بدأت تسمع صوتاً غريباً يهمسها، مصدر الصوت مجهول ويخبرها بأشياء وحقائق لا يعرفها أحد آخر.

## روابط خارجية
- مقالات تستعمل روابط فنية بلا صلة مع ويكي بيانات